# Serixia robusta
Serixia robusta là một loài bọ cánh cứng trong họ Cerambycidae.